# Luigi Polacchi

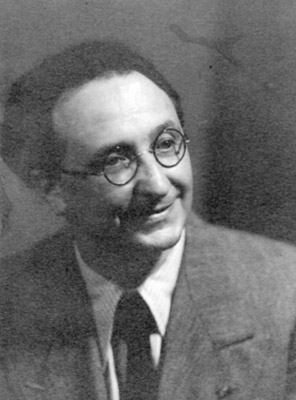
Luigi Polacchi

Luigi Polacchi (Penne, 18 febbraio 1894 – Pescara, 14 luglio 1988) è stato un poeta e scrittore italiano.

## Biografia
Dopo gli studi compiuti nelle sedi di Penne, Ascoli Piceno, Firenze, Bologna e Roma, fu docente di italiano e latino nel Liceo d'Annunzio di Pescara e nel Liceo Giulio Cesare di Roma; ricoprì l'incarico anche presso l'Istituto Italiano di Bruxelles; fu incaricato di presidenza di istituto e reggente del Provveditorato agli Studi di Pescara, presidente del Conservatorio Pareggiato "Luisa d'Annunzio"; condirettore della rivista Tempo Nostro, redattore del Saggiatore e collaboratore di altre prestigiose riviste letterarie.

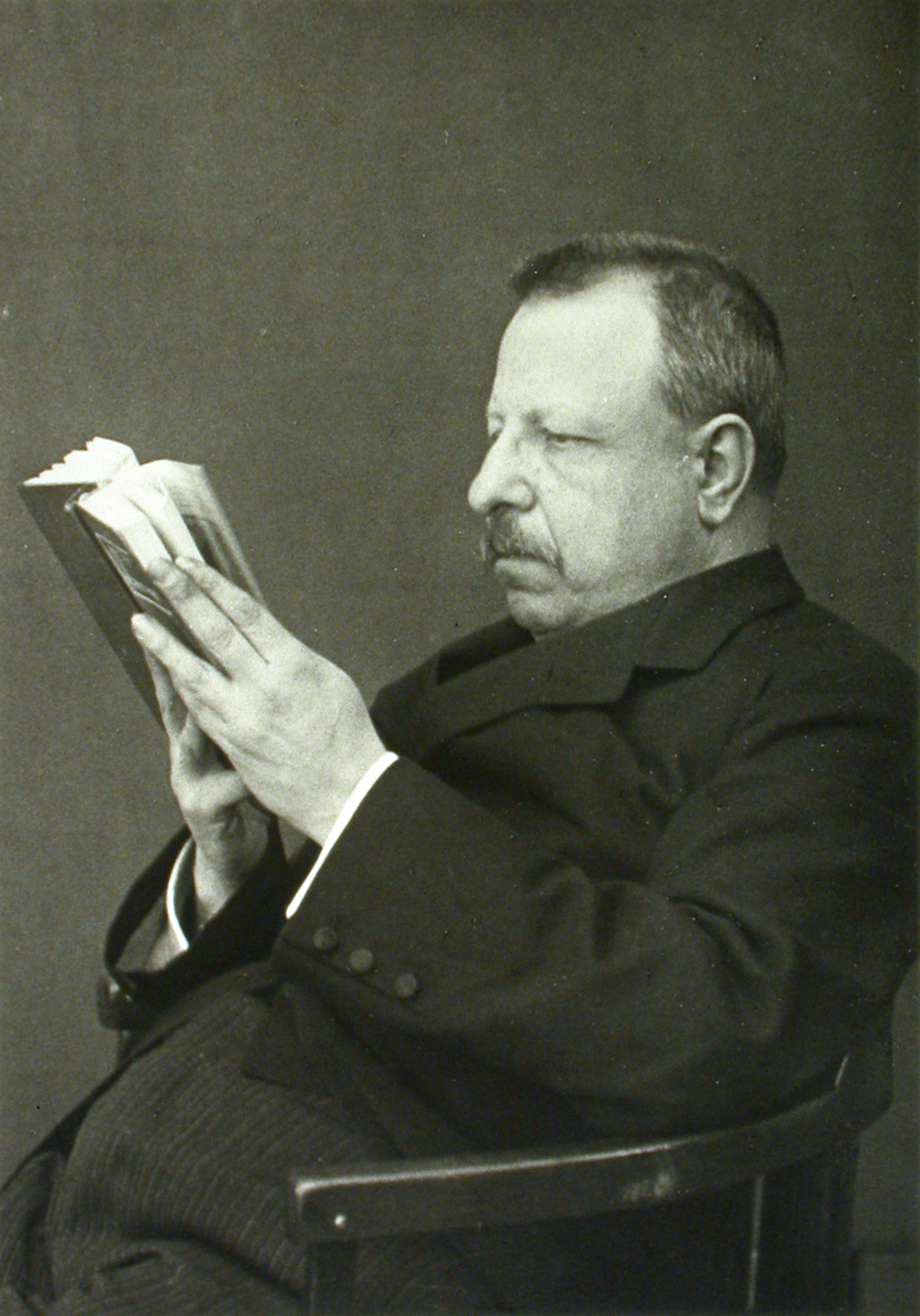
Benedetto Croce, con cui Polacchi ebbe corrispondenza nel 1920

Nel periodo compreso tra gli anni trenta e cinquanta la sua casa di Pescara (situata in via Tassoni, lato lungomare), fu cenacolo letterario a cui presero parte anche personalità come Giovanni Gentile, Alfredo Luciani (con cui avrebbe fondato, nel 1934, il cenacolo culturale chiamato Casa di Poesia), Ignazio Silone, Domenico Tinozzi, Michele Cascella ed Ennio Flaiano.
Autore di numerose opere poetiche in lingua italiana e alcune in vernacolo abruzzese, Luigi Polacchi ebbe giudizi lusinghieri da Benedetto Croce, Giuseppe Antonio Borgese, Gabriele D'Annunzio, Luigi Pirandello ed altri. Con il poema epico Italide, di oltre 58.000 versi, suddivisi in 62 canti. Polacchi si è proposto come cantore del Risorgimento italiano. Il suo Poema nazionale degli italiani resta sicuramente il più eminente tentativo di leggere la conquista dell'Unità d'Italia in chiave lirico-epica. Già i primi versi ("Cantiam la Patria o bel coro italiano/ come risorse una libera e forte...") annunciano il suo gusto classico e antidecadente.
Prima dell'opera, Polacchi aveva pubblicato una lunga poesia dal titolo Canto dei Martiri Pennesi, in ricordo dell'insurrezione popolare antiborbonica avvenuta nella sua città di Penne, in cui fu coinvolto anche il patriota Clemente de Caesaris, e di come fu repressa con la condanna a morte a Teramo di 8 persone. Il poema di Polacchi canta le vicende storiche del Risorgimento italiano dal 1820 al 1848.
Come saggista ha scritto una storia politica e letteraria degli Abruzzi: Da Melchiorre Delfico a Clemente de Cesaris, importante studio storico critico sul Risorgimento in Abruzzo, dal periodo dell'assalto francese murattiano del 1799, sino ai moti insurrezionali e alle imprese di Clemente de Caesaris in Abruzzo.
Come studioso di letteratura ha lasciato commenti critici sulle opere di Papini, Clemente de Caesaris, Cesare De Titta, Modesto Della Porta ed altri. Soprattutto si ricorda il grande impegno di Polacchi nel rivalutare e nel far riscoprore alla critica nazionale l'opera di De Caesaris, pubblicando nel 1960-61 in 2 volumi, più l'Epistola al Popolo,  gli Scritti del patriota abruzzese, compresi inediti e la raccolta completa dei Carmi, presso la Tipografia Marchionne di Chieti, con saggi biobibliogragici sulla vita dell'autore in introduzione. Per De Caesaris, Polacchi, nel 1977, centenario della morte, scolpì un busto di gesso ritraente il patriota, di cui poi fu fatta una copia in bronzo affinché fosse esposta alla villa comunale di Penne. Nel 2012 una copia della copia è stata installata davanti all'ex bagno penale di Pescara in via delle Caserme, con una citazione dall'Epistola al Popolo (1860).
Come memorialista, Polacchi ha raccontato le vicende della Grande Guerra nelle Memorie di un sottotenente, un racconto memorialistico.
Fu volontario nella Prima guerra mondiale, combattente sull'Isonzo e ad Asiago e raggiunse il grado di tenente colonnello di complemento di fanteria.
Dedicò molte energie alla promozione culturale dando un fondamentale contributo al Libero Istituto che sarebbe diventato nel 1948 l'Università Abruzzese degli Studi "Gabriele d'Annunzio" con sede a Chieti e Pescara. Il prof. Candido Greco, in un articolo apparso nella Rivista Abruzzese - Rassegna Trimestrale di cultura (Anno LIX - 2006 - N. 2), riconosce in Luigi Polacchi il vero fondatore di questa università.
Polacchi fu tra i primi a capire le potenzialità di crescita della città di Pescara, antico borgo marinaro unificato con Castellamare Adriatico e poi creata capoluogo di provincia nel 1927. La città ebbe un rapidissimo sviluppo nel dopoguerra e Polacchi coniò il nome Teaterno per la futura metropoli che nella sua visione avrebbe riunito in un'unica città i due capoluoghi di Chieti e Pescara, anche se poi si sceglierà di lasciare Chieti capoluogo della sua provincia, mentre il nuovo nucleo della fusione in ossequio a D'Annunzio si chiamò "Pescara".
Per la sua vasta opera poetica il nome di Polacchi fu segnalato alla commissione del premio Nobel nel 1975 (lo stesso anno in cui il premio fu assegnato al poeta italiano Eugenio Montale).
Visse gli ultimi anni a Pescara, nella casa in via Tassoni vicino al lungomare. Polacchi battezza pa sua dimora nel 1934:"Casa della Poesia", invitandovi diverse personalità della cultura italiana. Oggi una semplice targa al muro dell'abitazione in mattoni lo commemora.
L'archivio privato del Poeta,  censito dalla Soprintendenza ai Beni Archivistici per l'Abruzzo di Pescara, è conservato nel detto villino.

## Le opere
- Antelucana (1913)
- Canti militari (1915)
- Offertorio (1916)
- Notturno nuziale (1917)
- L'ode virginea: alla poesia (1918)
- Rapsodie di Assavero (1918)
- Litanie maledette e frusti epici (1918)
- Memorie di un sottotenente (1918)
- Canti del carrubo (1920)
- Canzoniere a Marta (1924)
- Iro pitocco (1926)
- Lazzaro (1927)
- Branca Doria (1930)
- Il diario di Baldassarre De Tullio (1931)
- Ode atlantica (1931)
- Ode plastica (1932)
- Ode vestina (1932)
- Ode erronea in morte di G. d'Annunzio (1933)
- Ode georgica alla terra rifiorente (1933)
- La poesia di Cesare De Titta (1933)
- Della santità di D. Alighieri e del Dante vivo di Papini (1933)
- Fissa il mare Ifigenia (1934)
- La canzone della fede (1935)
- Il canto dei martiri pennesi (1937)
- Il Poema Nazionale degli Italiani - Italide canti 1-40 (1937)
- La poesia di Modesto Della Porta (1942)
- Discorso per il capoluogo (1949)
- Cantico lungo a Roma (1950)
- Protesta sul disumanesimo decadentistico (1951)
- Il Poema Nazionale degli Italiani - Italide canti 41-60 (1960)
- Da Melchiorre Delfico a Clemente de Caesaris (1960)
- La poesia dialettale di Cesare De Titta, Teramo, 1967
- correzione e ristampa delle opere epico-liriche nella raccolta "Organo" vol. I, II, III, IV, V (1988)

I manoscritti e le lettere del Poeta si trovano conservate nella biblioteca provinciale di Pescara, di Chieti e nello Studio Vecchio del Villino "Nonnina" - Casa della Poesia di Pescara.

## Scultura

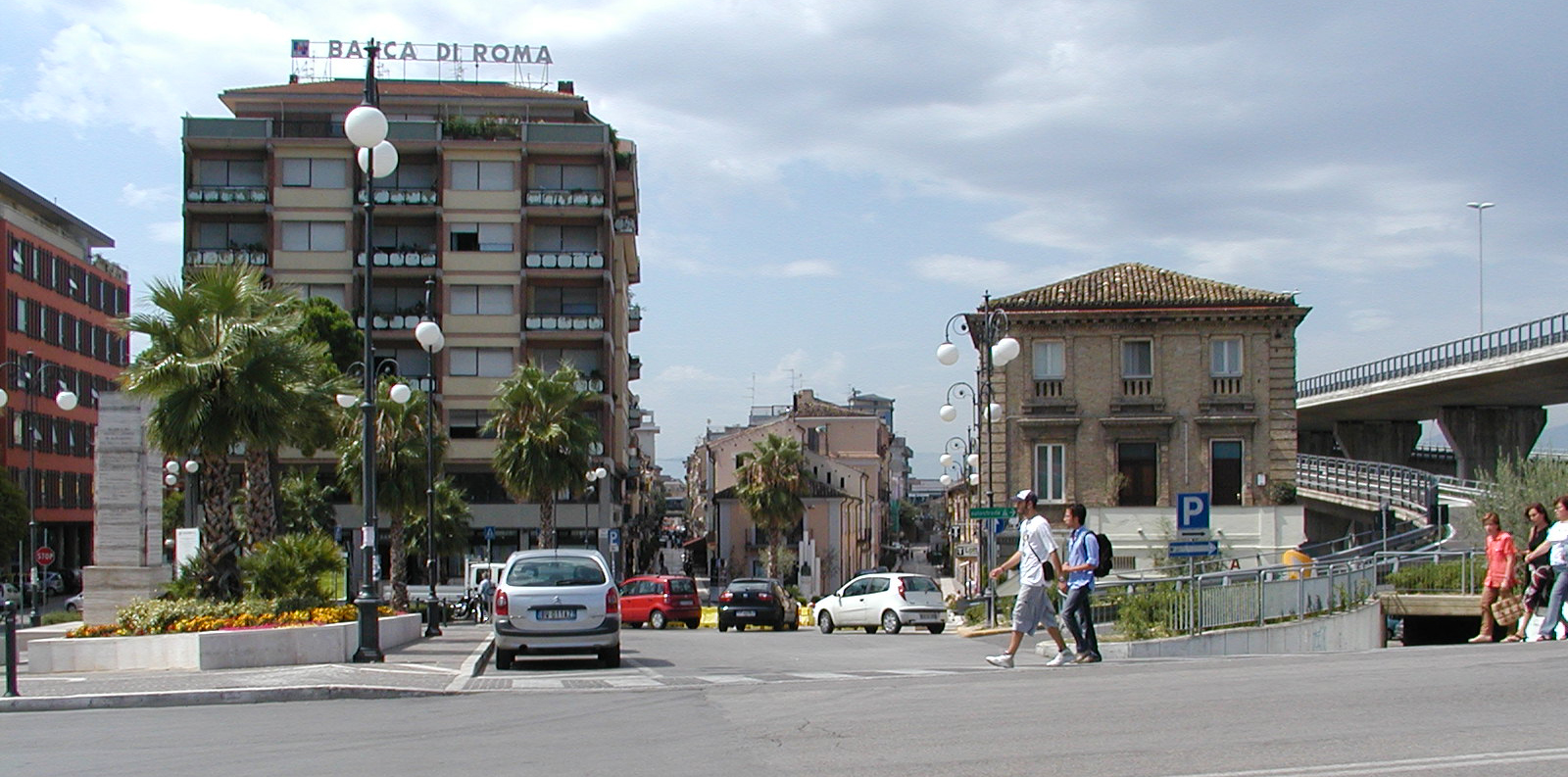
Piazza Unione, Pescara, sulla sinistra il Monumento ai Martiri della libertà

- Epigrafe al Monumento ai Martiri della libertà,  Pescara, piazza Unione (1949)
- Busto di Clemente de Caesaris,  originale in bronzo,  da cui sono state tratte delle copie per la villa comunale di Penne (Pe) e per il busto di Pescara, in via delle Caserme,  inaugurato nel 2012.